# Alvey Augustus Adee

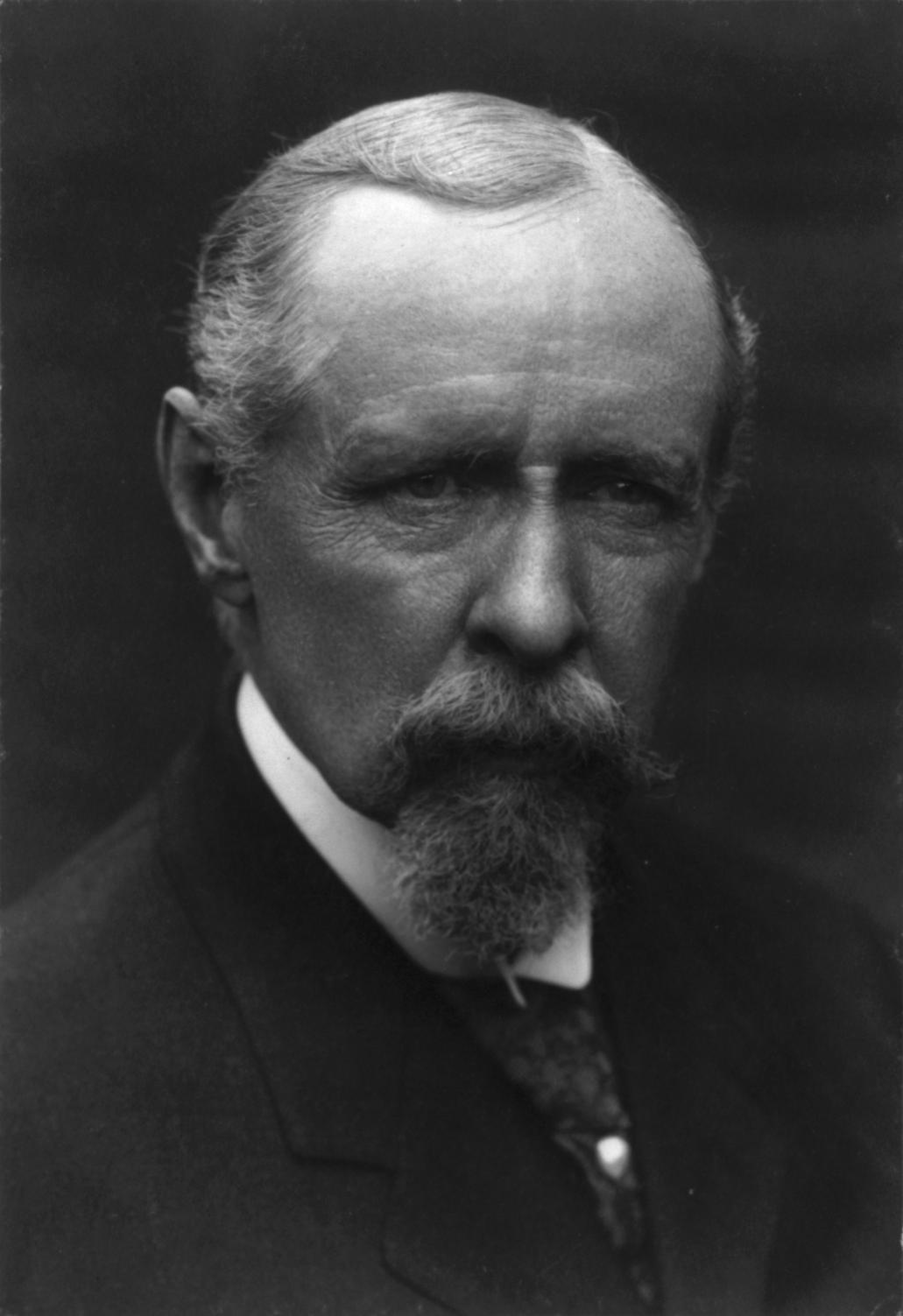
Alvey Augustus Adee (1908)

Alvey Augustus Adee (* 27. November 1842 in New York City; † 5. Juli 1924 in Washington, D.C.) war ein US-amerikanischer Regierungsbeamter, der zwischen 1882 und 1886 zunächst Third Assistant Secretary of State sowie anschließend von 1886 bis zu seinem Tode 1924 zweiter und letzter Second Assistant Secretary of State war. Er bekleidete als Second Assistant Secretary of State bis 1913 die zweithöchste Funktion im US-Außenministerium und fungierte 1898 für einige Tage als kommissarischer Außenminister.

## Leben
Alvey Augustus Adee war das jüngste von fünf Kindern des Marinearztes Augustus Alvey Adee und dessen Ehefrau Amelia Kinnaird Graham Adee. Als Nachfolger von Walker Blaine übernahm er 18. Juli 1882 den Posten als Third Assistant Secretary of State und bekleidete diesen bis zum 5. August 1886, woraufhin John Bassett Moore seine Nachfolge antrat. Er selbst löste am 3. August 1886 den im Amt verstorbenen William Hunter als Second Assistant Secretary of State ab und fungierte vom 17. bis 29. September 1898 als kommissarischer Außenminister (Secretary of State ad interim). Als Second Assistant Secretary of State bekleidete er bis 1913 die zweithöchste Position im US-Außenministerium, die dann von John Bassett Moore als Counselor übernommen wurde. 
Adee blieb noch bis zum 30. Juni 1924 Second Assistant Secretary of State. Danach wurde am 1. Juli 1924 diese Funktion formell abgeschafft, so dass er zweiter und letzter Amtsinhaber war. Im Anschluss blieb er zwar noch Assistant Secretary of State, verstarb aber vier Tage später. Nach seinem Tode wurde er auf dem Oak Hill Cemetery in Washington, D.C. beigesetzt.